# لکنس
لکنس (به لاتین: Leknes) یک شهرک در نروژ است که در استان نوردلاند واقع شده‌است. لکنس ۲٫۳۷ کیلومتر مربع مساحت و ۳٬۱۷۶ نفر جمعیت دارد و ۱۰ متر بالاتر از سطح دریا واقع شده‌است.

## نگارخانه

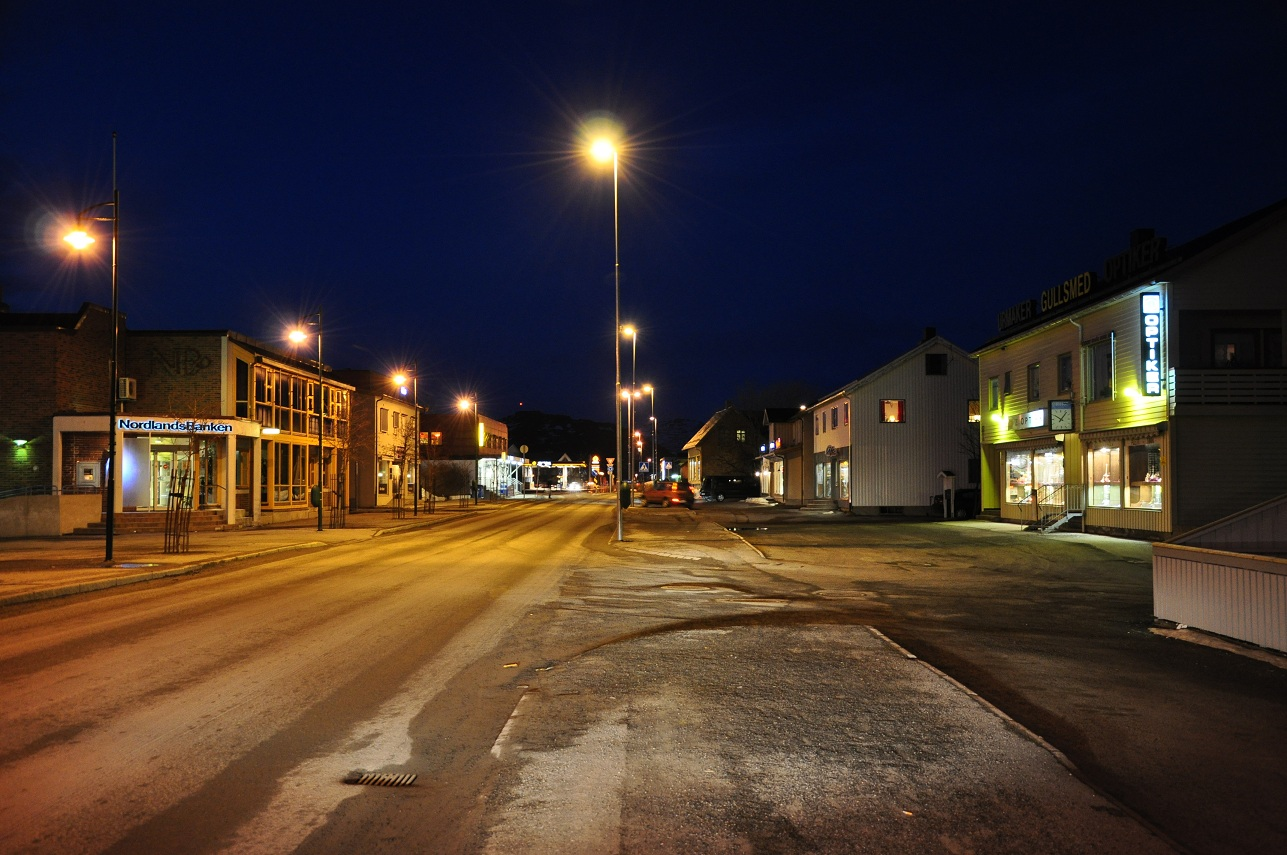
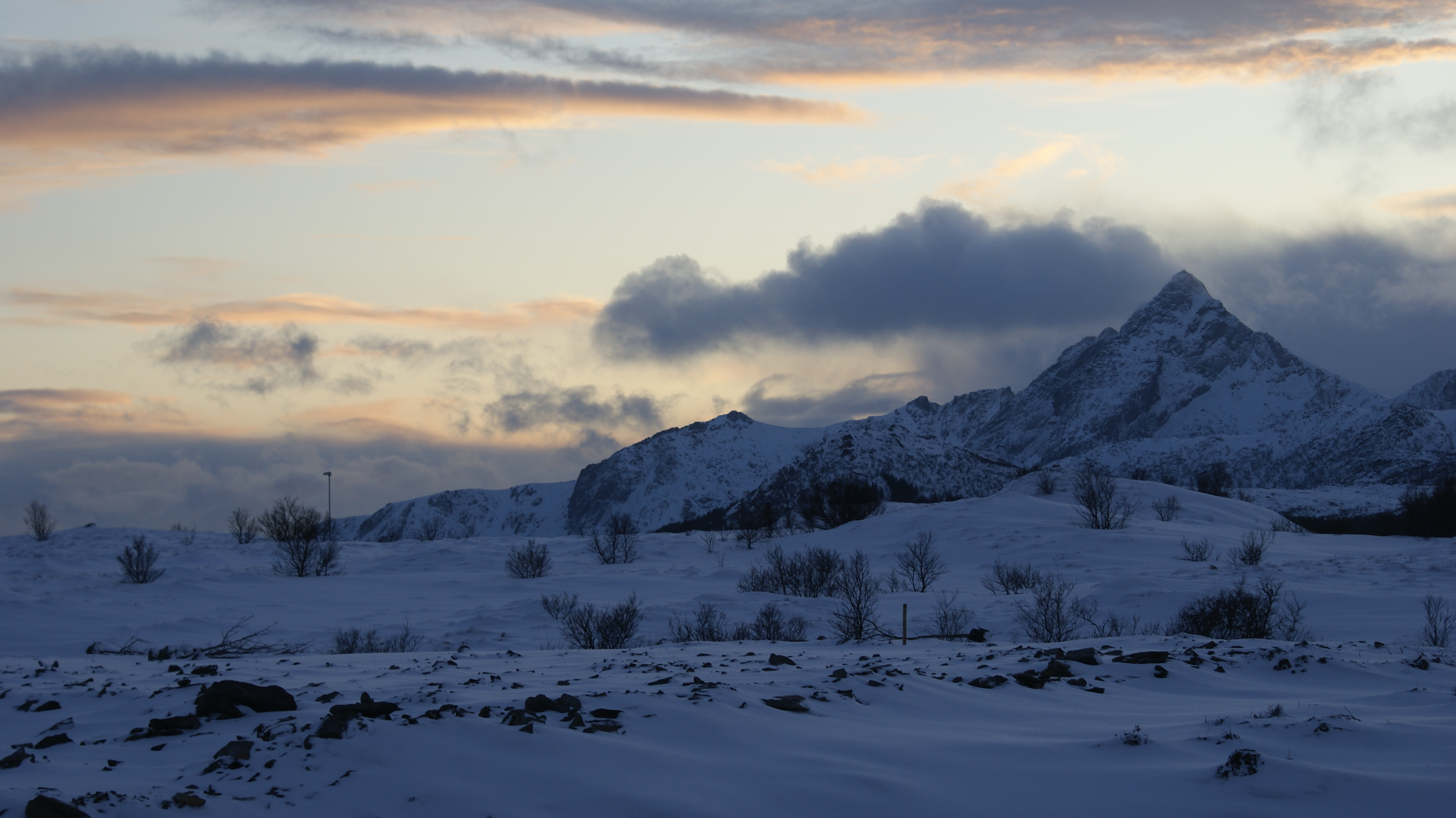
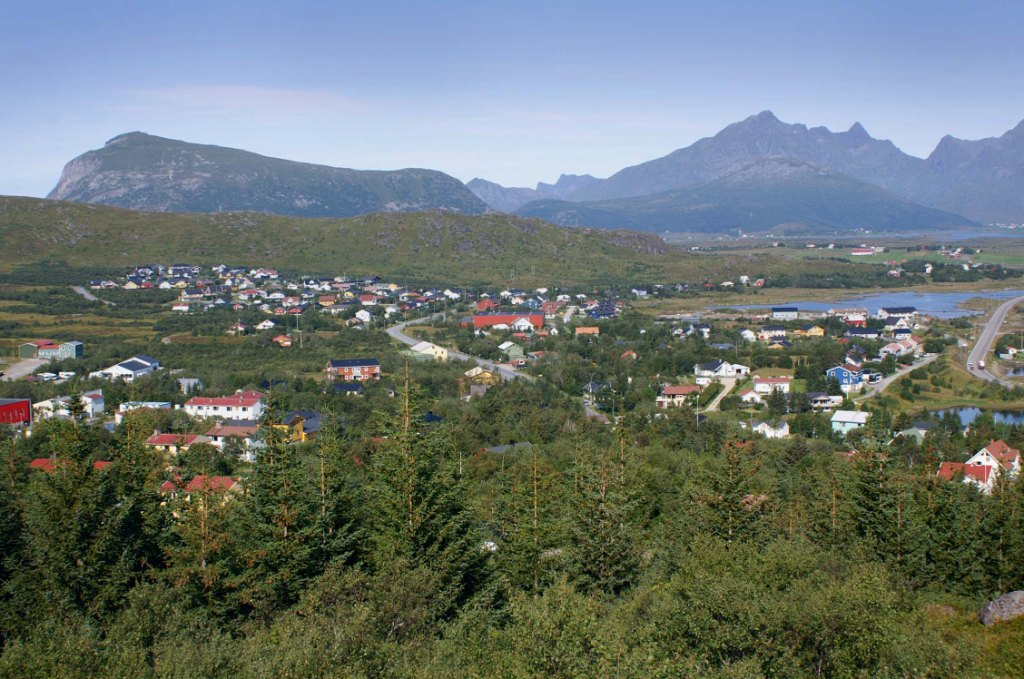